# Sierra de Monte Alto
La sierra de Monte Alto es una cadena montañosa mexicana que separa el Valle de México del Valle de Toluca.
Ubicada al noroeste de la sierra de las Cruces, marca el límite norte del valle de Toluca, prolongándose en alturas menores como la sierra de las Masas. Se trata del conjunto volcánico más nuevo de la zona del Eje Neovolcánico, e incluye al menos quince volcanes de escasa altura pero de pendientes fuertes; su altura relativa apenas alcanza los 200 m sobre el terreno del valle de Toluca, pero los conos volcánicos son muy visibles debido a su fuerte pendiente.